# Réseau des médiateurs en entreprise
Le Réseau des médiateurs en entreprise (RME) est une association loi de 1901. Il a été créé en 1990 à l'initiative d'Yves Chamussy, qui en a été le premier président.

## Un regroupement associatif de professionnels
Le RME regroupe par cooptation une vingtaine de membres, principalement des consultants et formateurs, d'ancien DRH et chefs d'entreprise.
Les médiations proposées par les membres du RME font l'objet d'un contrat garantissant le respect d'un code de déontologie. Les articles de ce code sont inclus dans le contrat.